# カペル橋

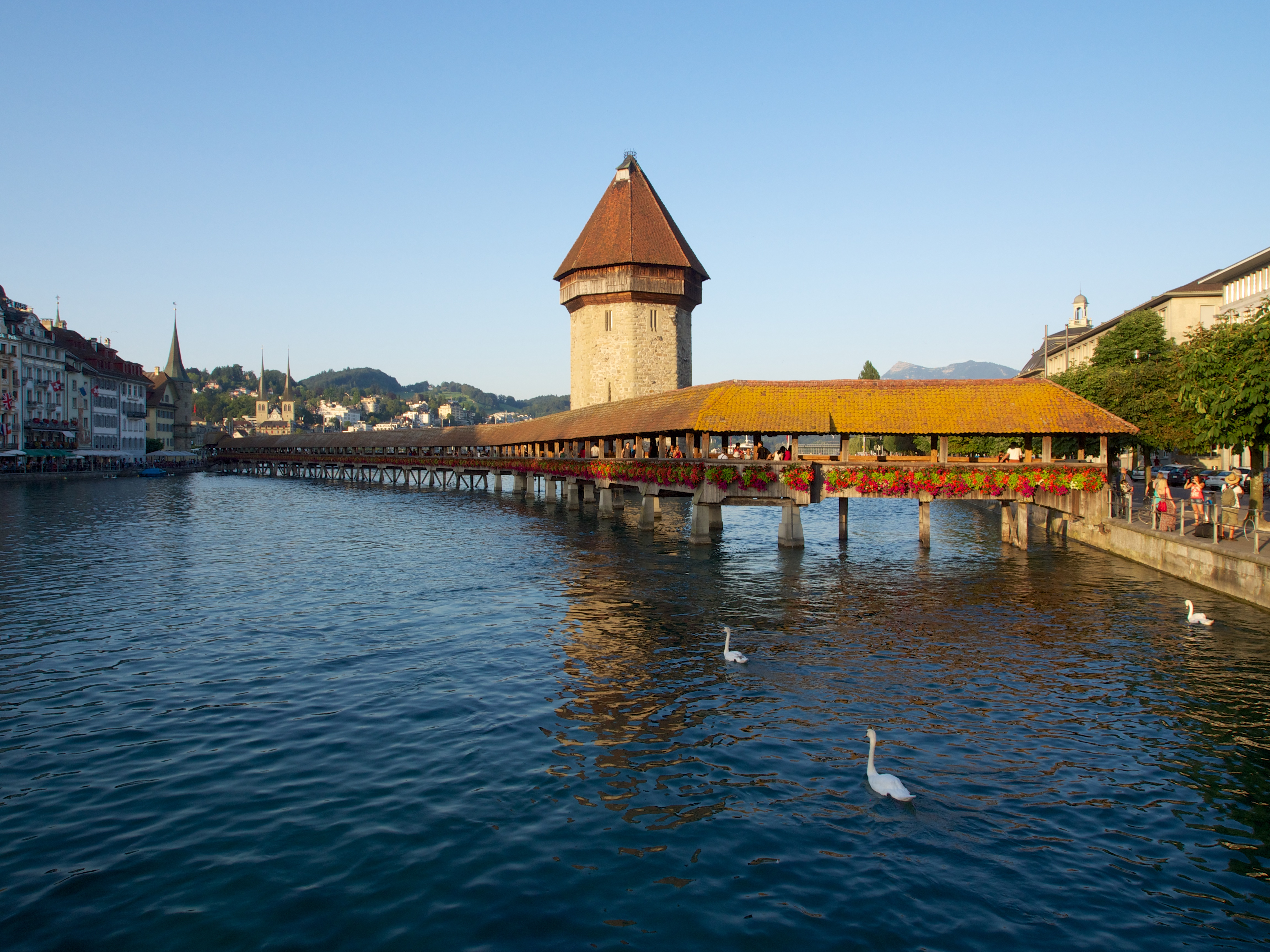
カペル橋

カペル橋（ドイツ語: Kapellbrücke、カペルブリュッケ）は、スイスのルツェルンを流れるロイス川に架かる橋である。ヨーロッパで最も古い木造橋であり、スイスの主要な観光スポットの1つでもある。

## 特徴
ルツェルンを敵の攻撃から守ることを主眼に、1333年に造られた屋根付橋である。橋の内側には17世紀に描かれたルツェルンの歴史についての一連の絵がある。1993年の火災により、橋の大部分と、ほとんどの絵は焼失してしまったが、すぐに再建された。橋に隣接して、8角形でレンガ造りの高さ43mの水の塔 (Wasserturm)　がある。この塔はかつて監獄や拷問部屋として使用されていた。現在は、大砲協会 (artillery association)　のギルドホールとして使用されている。塔と橋はルツェルンのトレードマークとなっていて、多くの写真が撮られている。